# Fernando de Toledo Oropesa
Fernando de Toledo Oropesa (Oropes, 1524 - Oropesa, 1590) foi um cardeal do século XVII

## Biografia
Nasceu em Oropes em 1520. Filho de Luis de Toledo y Pacheco e Inés Duque Estrada. Seu primeiro nome também está listado como Ferrante. Da nobre família dos condes de Oropesa. Parente do cardeal Juan Álvarez de Toledo, OP (1538).
Estudou na Universidade de Salamanca; tornou-se amigo de Juan de Ribera, futuro arcebispo de Valência e santo. O seu orientador espiritual foi Pedro Soto, OP.
Entrou no estado eclesiástico e recebeu a ordenação sacerdotal. Recusou várias dignidades e honrarias oferecidas pelos reis de Espanha. Presidente da audiência de Lima, Peru; aceitou a nomeação mas no final decidiu ficar em Espanha e dedicar-se a pregar, confessar, visitar, consolar e assistir os pobres enfermos, sem ter responsabilidades administrativas. Por instância do rei Felipe II de Espanha foi promovido a cardinalato..
Criado cardeal no consistório de 21 de fevereiro de 1578; Filippo Sega, núncio na Espanha, comunicou à secretaria de Estado papal a felicidade do rei da Espanha pela nomeação dos cardeais Deza e Toledo, em 13 de março de 1578; em 5 de maio, o núncio enviou a Roma a notícia desconcertante de que Fernando de Toledo havia recusado a promoção; de acordo com o rei, o núncio deteria em Barcelona ou em Zaragoza a pessoa que trouxesse o barrete cardinalício; em 24 de maio, o núncio informou que o vice-rei de Zaragoza havia sido solicitado a deter Carlo Lanzi, que trazia o barrete; em 30 de maio, a secretaria de Estado papal ainda esperava que o cardeal recém-criado aceitasse a promoção; em 6 de junho, o núncio remeteu algumas cartas do padre Toledo a vários cardeais, agradecendo-lhes as felicitações e desculpando-se, afirmando que não subestimou a dignidade cardinalícia, mas, pelo contrário, considerou-a muito elevada para ele; depois disso, Roma entendeu que sua recusa era definitiva. Em 4 de julho de 1578, o papa aceitou sua decisão e anulou sua criação; ele ordenou o retorno de Lanzi a Roma; e queixou-se ao rei Felipe II de ter proposto alguém para tal dignidade que não tinha inclinação para isso; o rei respondeu que nunca teria imaginado que um de seus súditos, por mais piedoso e nobre que fosse, recusaria uma dignidade que muitos outros, inclusive eminentes, tão ardentemente ambicionaram; a última comunicação do núncio, datada de 2 de agosto de 1578, indicava que o barrete e as cuecas haviam sido entregues por Lanzi em Pamplona e seriam devolvidos a Roma por Paolo Sforza.
Morreu em Oropesa em 1590, enquanto fazia um sermão. Enterrado no mosteiro da Imaculada Conceição, Oropesa..